# اسکات (دهانه)
اسکات یک دهانه برخوردی در ماه‌ است.

## دهانه‌های اقماری
این دهانه ۲ دهانه اقماری دارد.
| Scott | عرض جغرافیایی | طول جغرافیایی | قطر          |
| ----- | ------------- | ------------- | ------------ |
| M     | ۸۴.۳° S       | ۳۹.۷° E       | ۱۶.۰ کیلومتر |
| E     | ۸۱.۱° S       | ۳۵.۵° E       | ۲۸.۰ کیلومتر |